# Cholesterylestertransferproteïne

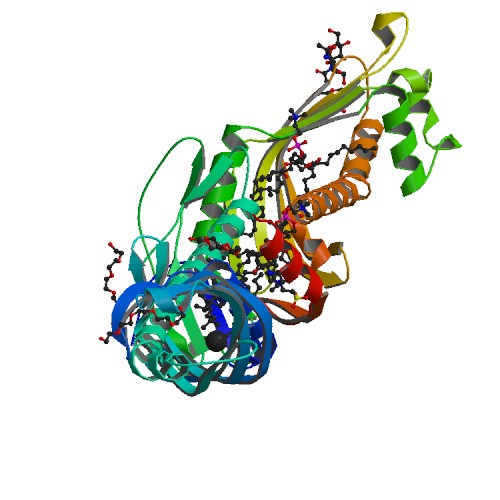
Kristalstructuur van CETP, gebonden aan twee moleculen cholesterylester en twee moleculen fosfatidylcholine

Cholesterylestertransferproteïne (CETP), ook genoemd plasma lipid transfer protein, is een plasma-proteïne dat zorgt voor het transport van cholesterylesters en triglyceriden tussen de lipoproteïnen. Het verzamelt triglyceriden van very-low-density- of low-density-lipoproteïnen (VLDL of LDL) en wisselt ze in voor cholesterylesters van high-density-lipoproteïnen (en omgekeerd).

## Genetica
Het CETP-gen ligt op het zestiende chromosoom (16q21).

## Rol bij ziekten
Zeldzame mutaties die leiden tot een verhoogde activiteit van het CETP veroorzaken een versnelde atheromatose. Daarentegen geeft het polymorfisme (I405V) van het CETP-gen lagere serumgehalten, hetgeen de levensverwachting aanzienlijk verhoogt. Deze mutatie verhoogt echter ook de kans op ischemische hartklachten bij patiënten met hypertriglyceridemie. De D442G-mutatie, die de CETP-niveaus verlaagt en de HDL-niveaus verhoogt, doet eveneens de kans op ischemische hartklachten toenemen.
Elaïdinezuur, een hoofdbestanddeel van transvet, verhoogt de CETP-activiteit.

## Farmacologie
Daar HDL bescherming biedt tegen atheromatose en andere hart- en vaatziekten, en andere ziekten, zoals het metabool syndroom, gekenmerkt worden door een laag HDL-niveau, wordt de farmacologische remming van CETP bestudeerd als een methode voor het verbeteren van het HDL-niveau. Een onderzoek in 2004 toonde aan dat het moleculaire middel torcetrapib de HDL-niveaus verhoogt (zowel alleen als in combinatie met een statine) en de LDL-niveaus verlaagt wanneer toegediend in combinatie met een statine. De resultaten van andere onderzoeken waren echter teleurstellend. De verandering in lipide-niveaus kwam weliswaar ook in deze onderzoeken naar voren, maar dikwijls was er tegelijkertijd sprake van een verhoogde bloeddruk en viel er geen invloed op atheromatose te bespeuren en bij een proef met een combinatie van torcetrapib en atorvastatine traden meer hartklachten en sterfte op.
In 2007 werd ook onderzoek verricht naar de stof dalcetrapib (ook wel JTT-705/R1658), die aan torcetrapib gerelateerd is. Deze stof verhoogde de HDL-niveaus met 30% (ter vergelijking: torcetrapib gaf 60%). Een andere CETP-remmer die ontwikkeld werd, was anacetrapib (ook wel MK-0859, Merck), dat in de eerste onderzoeken geen verhoogde bloeddruk te zien gaf.